# Troponina C

Troponina

Troponina C é uma parte do complexo de troponina. Tem grande afinidade pelos íons cálcio.